# Las nadadoras
Las nadadoras (en inglés, The Swimmers) es una película de drama biográfico de 2022 dirigida por Sally El Hosaini a partir de un guion que coescribió con Jack Thorne. La película está protagonizada por las hermanas de la vida real Nathalie Issa y Manal Issa, Ahmed Malek, Matthias Schweighöfer, Ali Suliman, Kinda Alloush, James Krishna Floyd y Elmi Rashid Elmi.
Las nadadoras tuvo su estreno mundial en el Festival Internacional de Cine de Toronto de 2022 el 8 de septiembre de 2022, y se estrenó en cines selectos el 11 de noviembre de 2022. Se proyectó en la gala vespertina del Festival Internacional de Cine de Marrakech el 18 de noviembre de 2022, antes de su lanzamiento en streaming el 23 de noviembre de 2022 por Netflix.

## Sinopsis
La historia de una refugiada olímpica adolescente, Yusra Mardini, quien, con su hermana Sara, arrastró un bote de refugiados a un lugar seguro a través del mar Egeo.

## Reparto
- Nathalie Issa como Yusra Mardini
- Manal Issa como Sarah Mardini
- Ahmed Malek como Nizar
- Matthias Schweighöfer como Sven
- James Krishna Floyd como Emad
- Ali Suliman como Ezzat Mardini
- Kinda Alloush como Mervat Mardini
- Elmi Rashid Elmi como Bilal

## Producción
En abril de 2021, se anunció que Manal Issa y Nathalie Issa fueron elegidas para interpretar a las hermanas de la vida real Yusra y Sarah Mardini en Las nadadoras para Working Title Films y Netflix.
La fotografía principal se suspendió cinco días antes de comenzar debido a la pandemia de COVID-19 en 2020. La producción comenzó en abril de 2021 y se filmó en el Reino Unido, Bélgica y Turquía.

## Lanzamiento
Las nadadoras tuvo su estreno mundial en el Festival Internacional de Cine de Toronto de 2022 el 8 de septiembre de 2022, y se estrenó en cines selectos el 11 de noviembre de 2022, antes de su lanzamiento en streaming el 23 de noviembre de 2022 por Netflix.

## Recepción
En el agregador de reseñas Rotten Tomatoes, la película tiene una puntuación del 77% según 44 reseñas, con una calificación promedio de 6.5/10. El consenso del sitio web dice: "Las nadadoras puede ser de mano dura y podría decirse que es demasiado largo, pero trata un tema digno con resultados generalmente edificantes". En Metacritic, la película tiene una puntuación de 63 sobre 100, según 14 críticos, lo que indica "críticas generalmente favorables".